# Palacio Municipal de Chiclayo
El Palacio Municipal de Chiclayo es un edificio público que sirve de sede de la Municipalidad Provincial de Chiclayo. Se encuentra ubicado en el parque principal de la ciudad homónima en Perú.

## Historia

### Antecedentes
El 30 de septiembre de 1880, durante la Guerra del Pacífico el antiguo edificio Municipal fue incendiado  por las tropas chilenas de la expedición comandada por el Contralmirante Patricio Lynch durante la invasión a Chiclayo, al igual que el Reloj público, el hospital de "Las Mercedes", entre otras casas históricas de vecinos muy importantes al no pagar los altos cupos de guerra, por esto, muchos de los principales vecinos abandonaron la ciudad.

### Construcción
En 1919 empezó la nueva construcción del Palacio Municipal que fue inaugurado en 1924 en conmemoración al centenario de la batalla de Ayacucho por el arquitecto italiano Giraldino. El 1 de julio de 1986 fue declarado como Patrimonio Cultural Inmueble de la Nación.

### Incendio y reconstrucción

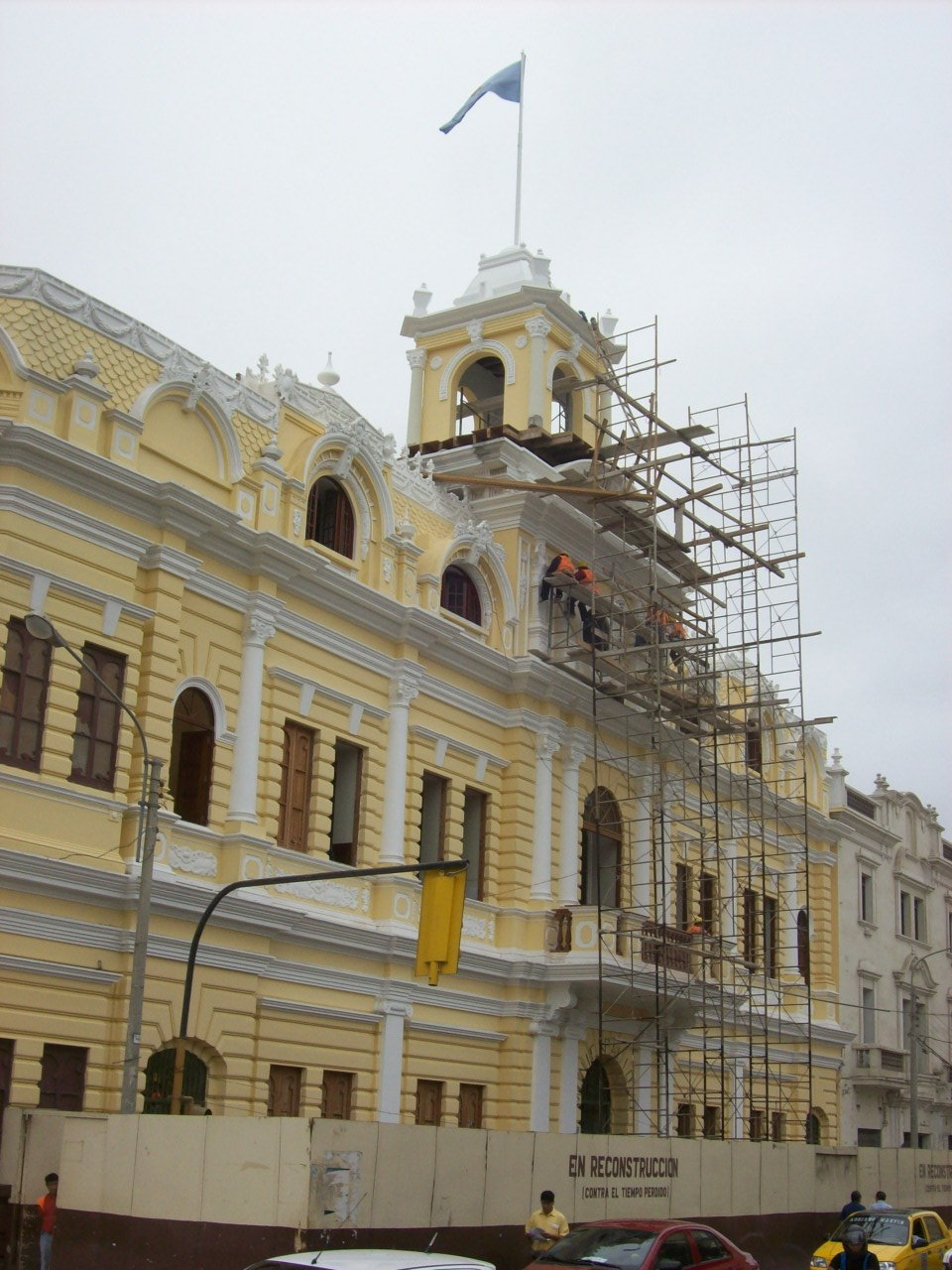
Reconstrucción del Palacio Municipal de Chiclayo luego del incendio de 2007.

En la madrugada del 7 de septiembre de 2006 ocurrió un incendio que consumió todo el salón consistorial construido en caña brava y madera. No hubo pérdidas humanas, pero sí cuantiosos daños materiales; el siniestro consumió casi el cincuenta por ciento del palacio edil. Posteriormente fue restaurado y reconstruido durante tres años a manos del arquitecto chiclayano Mario Alfredo Seclén Rivadeneira y Jorge Cosmópolis Bullón. por lo que fue reabierto y entregado a la ciudadanía el 16 de abril de 2010.